# Euronews
Euronews è un canale televisivo d'informazione che copre gli avvenimenti del mondo da una prospettiva europea, trasmette in quasi tutta Europa e complessivamente in 155 paesi in tutto il mondo (disponibile in 344 milioni di case), via satellite, via cavo e grazie a un network di 53 emittenti che irradiano il segnale in apposite finestre di 36 paesi.
Euronews trasmette simultaneamente in dodici lingue: arabo, francese, greco, inglese, italiano, persiano, portoghese, russo, spagnolo, tedesco, turco e ungherese.
Dal luglio 2022 la quota di maggioranza di Euronews è detenuta dalla società di gestione degli investimenti portoghese Alpac Capital.

## Storia
La grande copertura che la CNN diede alla prima guerra del golfo, pose in Europa il problema di creare un canale all-news in grado di offrire la sua prospettiva continentale. Così, alcuni mesi dopo, l'EBU presentò il progetto per un canale paneuropeo di informazione, che fu lanciato ufficialmente alle 14:30 (UTC+1) del 1º gennaio 1993. La programmazione prevede un'alternanza tra un notiziario e un blocco di rubriche.
Il 4 giugno 2008 Euronews si rinnovò adottando una grafica semplificata, la quale a sua volta subì un piccolo restyling a inizio 2011. Il canale, nel 2011, era visto da circa 3,1 milioni di telespettatori al giorno tramite satellite e via cavo, al quale si aggiungevano 2,7 milioni di telespettatori che guardavano il canale tramite alcune finestre nazionali (RSI LA2 nella Svizzera italiana e TV Koper Capodistria in Slovenia); nello stesso anno veniva annunciata l'apertura di 11 nuove redazioni in tutto il mondo.
Il 15 ottobre 2015 divenne di proprietà del magnate egiziano Naguib Sawiris, il quale rilevò il 53% del capitale (la maggioranza del pacchetto) di EuronewsNBC al prezzo di 35 milioni di euro.
Il 4 gennaio 2016 SOCEMIE lanciò un canale gemello di Euronews, chiamato Africanews, con sede a Pointe-Noire, inizialmente come sito internet disponibile in inglese e francese. Successivamente, il 20 aprile 2016 iniziarono le regolari trasmissioni.
Alle 22.00 del 17 maggio 2016 Euronews rinnovò dopo 8 anni il logo e la grafica. Il 15 febbraio 2017 la NBC acquistò per 25 milioni di euro il 25% della società.
Il 28 maggio 2017 Euronews cessò le trasmissioni televisive in lingua ucraina, mentre il giorno dopo venne rimossa la versione ucraina del sito; ciò avvenne perché la rete non riceveva più finanziamenti dal governo ucraino dal 2015, causa che portò a difficoltà finanziarie tali da costringere alla chiusura del servizio. Di conseguenza si procedette a 43 licenziamenti.
In Bielorussia l'emittente è stata messa al bando a partire dal 12 aprile 2021 — e di conseguenza ha cessato le proprie trasmissioni — in seguito a una decisione del governo nazionale.
Nel dicembre 2021 venne annunciato che la società di gestione degli investimenti portoghese Alpac Capital avrebbe acquistato l'88% delle quote societarie di Euronews da Naguib Sawiris. L'acquisto venne perfezionato nel luglio 2022 a seguito dell'approvazione da parte del governo francese. La vendita è stata monitorata con attenzione, poiché Alpac risulterebbe legata al primo ministro ungherese Viktor Orbán, essendo Mário David, padre di Pedro Vargas David (amministratore delegato di Alpac Capital), socio, consigliere e amico di lunga data del premier magiaro. Secondo Ágnes Urbán, direttrice del think tank Mertek Media Monitor, Euronews rischierebbe di essere sfruttata come avamposto mediatico "pseudo-indipendente" del governo ungherese, dove manterebbe una parvenza di indipendenza, ma assumerebbe un atteggiamento "molto meno critico nei confronti dell'Ungheria e delle altre democrazie cosiddette illiberali".
Entro la fine del 2022 i notiziari mattutini e serali nei giorni feriali sono stati gradualmente eliminati rimanendo le presentazioni in visione, tornando al tradizionale formato voiceover; secondo quanto riferito, alcuni spettacoli cancellati erano ancora citati nelle guide dei programmi.
Nel febbraio 2023 i proprietari del canale hanno aggiornato in onda il suo programma per celebrare il 30º anniversario della rete (visto per la prima volta nei feed tedesco e italiano il 30 gennaio 2023), con meno enfasi sulla presentazione in-vision introdotta nel 2018. Il canale ha posto maggiore attenzione ai resoconti vocali in diverse lingue europee e ad alcune presentazioni in-vision per trasmissioni di notizie speciali. Per rafforzare la validità delle fonti, i canali localizzati ora ospitano un elenco scorrevole di tweet di testate giornalistiche indipendenti esterne a Euronews, sul lato destro dello schermo. Il palinsesto dei giorni feriali comprende in gran parte Euronews Now e Wake Up Europe, con contenuti specialistici più avanti nella settimana.
Il 2 marzo 2023 la rete ha annunciato l'intenzione di eliminare 198 posti di personale presso la sua sede di Lione e di avviare un processo di trasferimento, compresa la sua principale produzione editoriale, a Bruxelles, creando lì 100 nuovi posti, di cui 70 riservati ai giornalisti. A Lione rimarrebbero 142 posti di lavoro, compresi quelli delle redazioni di lingua russa e persiana. Il sindacato nazionale francese dei giornalisti ha affermato che questa mossa porterebbe Euronews a diventare un "guscio mezzo vuoto", nonché un indebolimento del "pluralismo dell'informazione".

## Contenuti
Ogni 30 minuti va in onda un blocco che ha una sua precisa composizione: aprono le news, segue un breve break (pubblicità e/o promo), quindi business e markets, poi ancora un break (pubblicità e/o promo) con appresso le notizie dedicate allo sport, seguono poi varie rubriche dedicate all'attualità e alla società, seguìte dal programma No Comment e per finire il meteo (che si alterna tra "Meteo Europe", "World" e "Airports"). In caso di eventi live la programmazione viene leggermente modificata.
Il canale è quasi del tutto privo di giornalisti in video. Il programma No comment, introdotto fin dalla nascita, presenta solamente le immagini originali degli eventi senza commento in voce.
Fino a metà 2016, dal venerdì sera alla domenica, andava in onda Perspectives, un programma dove si analizza una notizia attraverso le news di alcuni canali membri (es. Rai, RTP, France Télévisions, TVE, SRG SSR).
Nel corso degli anni l'emittente ha sviluppato il suo dipartimento di produzione, dando vita a vari magazine tematici prodotti in proprio.
Dal 2018 Euronews si rinnova con l'arrivo di uno studio televisivo per trasmettere nuovi programmi in diretta con giornalisti in video. Nello stesso anno debuttano nuovi spazi informativi tra cui il notiziario mattutino Good Morning Europe, Euronews Ora (il classico telegiornale di Euronews senza conduzione in video), Euronews Sera (telegiornale di 15 minuti condotto in video e in diretta) e Raw Politics.

## Fonti
Le fonti principali dei filmati sono l'APTN (Associated Press Television News) e Reuters TV, le quali sono parte di agenzie associate all'Unione europea di radiodiffusione. Attinge, inoltre a informazioni rilasciate dall'agenzia francese France-Presse, dall'italiana ANSA, dalla portoghese LUSA, dalla tedesca DPA, dalla spagnola EFE e dalla russa TASS.

## Programmi
I programmi di Euronews possono essere suddivisi nelle seguenti categorie:
- Brussels my love
- Buongiorno Europa[28]
- Euronews Ora[29]
- Euronews Sera[30]
- Raw politics[31]
- Notiziari
- Sport
- Meteo
- Economia
- Attualità europea
- Rubriche di argomento vario: arte, cinema, ecc.

## Finanziamenti e introiti
L'emittente ha anche stipulato un contratto con la Commissione europea che gli garantisce un assegno annuo di 5 milioni di euro per trasmettere i suoi programmi in alcuni paesi del terzo mondo e in paesi che potrebbero divenire nuovi membri dell'Unione europea.
Nel 2011 è emerso che l'UE ha triplicato i contributi finanziari al canale, che attualmente ammontano a 15 milioni di euro. Tutto questo, spiega la Commissione, a causa di una scarsità di informazione presente nelle altre reti. Questo fatto è stato commentato dall'europarlamentare euroscettico Paul Nuttal come "propaganda UE" e "oltraggioso". Dal canto suo, sul sito web di Euronews nella pagina dei servizi UE e nella sezione "regole di produzione", oltre all'imparzialità, alla diversità e al rispetto dei telespettatori, si afferma che i giornalisti di Euronews si impegnano a “rifiutare ogni pressione e ad accettare delle direttive redazionali solo dai responsabili della redazione” (in base alla Dichiarazione dei doveri e diritti dei giornalisti del 1971).
Il canale raccoglie circa il 60% del budget (pari a 60 milioni di euro) dalla pubblicità e da fonti commerciali.

## Riconoscimenti
Nel giugno 2013 Euronews ha ricevuto alla Maison de l'Europe di Parigi il Premio dell'iniziativa europea, patrocinato dal Parlamento europeo.

## Organizzazione
Euronews fu creata nel 1992 a Lione come iniziativa dell'Unione europea di radiodiffusione da un gruppo di 11 emittenti pubbliche europee:
- CYBC (Cipro)
- ERT (Grecia)
- ERTU (Egitto)
- France Télévisions (Francia)
- Rai (Italia)
- RTBF (Belgio)

- RTP (Portogallo)
- TVE (Spagna) (ex-socio)
- TMC (Monaco) (ex-socio)
- YLE (Finlandia)
- BHRT (Bosnia ed Erzegovina) (ex-socio)

Nel 1997, l'emittente britannica ITN ha comprato il 49% della società operativa SECEMIE per 5,1 milioni di £ da Alcatel-Alsthom, il rimanente 51% è controllato dal consorzio SOCEMIE.
Prima della nascita di Euronews SA, l'attuale società di gestione, la licenza di trasmissione era detenuta dal consorzio SOCEMIE (Société Editrice de la Chaîne Européenne Multilingue d'Information EuroNews). SOCEMIE era controllata da 22 emittenti televisive pubbliche europee, alle fondatrici si aggiunsero:
- CT (Repubblica Ceca)
- ENTV (Algeria)
- ERTT (Tunisia)
- PBS (Malta)
- RTÉ (Irlanda)
- RTVSLO (Slovenia)
- VGTRK (Russia)
- NTU (Ucraina)
- SRG SSR (Svizzera)
- TVR (Romania)
- TV4 (Svezia)

A novembre 2005, le emittenti tedesche ARD e ZDF stavano negoziando l'entrata in Euronews.
Il 6 febbraio 2006, l'emittente pubblica ucraina NTU ha comprato l'1% di SOCEMIE, entrando così nel capitale come nuovo socio. A maggio 2008 è uscita TVE, impegnata a ridurre il suo pesante indebitamento.
Il 19 dicembre 2008 SECEMIE e SOCEMIE sono state fuse. Dalla fusione è nato il nuovo soggetto giuridico Euronews SA.
Ad agosto 2009 è entrata la tv turca TRT, che è diventata il quarto azionista di riferimento dopo France Télévisions, Rai e VGTRK.
Nel giugno 2013 la tv pubblica greca ERT è stata chiusa, uscendo quindi da Euronews SA, per poi rientrarci alla sua riapertura nel 2015.

### Capitale e utili
- Nel 2006 il capitale sociale pari a 3.888 migliaia di euro, è composto da 259.183 azioni del valore nominale di euro 15 l'una. L'esercizio si è chiuso con un utile di 2.319 migliaia di euro.
- Nel 2007 Il capitale sociale, pari a 3.888 migliaia di euro, è composto da 259.183 azioni del valore nominale di euro 15 l'una. La società chiude l'esercizio con un utile di 825 migliaia di euro[36];
- Nel 2008 il capitale sociale, pari a 3.901 migliaia di euro, è composto da 260.043 azioni del valore nominale di euro 15 l'una. La società chiude l'esercizio con un utile di 1.112 migliaia di euro;
- Nel 2009, il capitale sociale detenuto per intero da SECEMIE (che da quest'anno incorpora definitivamente SOCEMIE) è di 3.631 migliaia di euro ed è composto da 242.039 azioni del valore nominale di euro 15 l'una. Euronews chiude l'esercizio 2009 con un utile di 1.285 migliaia di euro. I dividendi complessivamente erogati sono pari a 298 migliaia di euro[37];
- Nel 2010 il capitale sociale è pari a 3.631 migliaia di euro. È composto da 242.039 azioni del valore nominale di euro 15 l'una. La società ha chiuso l'esercizio 2010 con un utile di 1.389 migliaia di euro. I dividendi complessivamente erogati sono pari a 182 migliaia di euro[38].
- Nel 2011 il capitale sociale è pari a 3.849 migliaia di euro. È composto da 256.574 azioni del valore nominale di euro 15 l'una. La società ha chiuso l'esercizio 2011 con un utile di 1.309 migliaia di euro. I dividendi complessivamente erogati sono circa 256 migliaia di euro. Da notare, che in data 25 febbraio 2011 la partecipazione della Rai al capitale sociale di Euronews, passa dal 22,84% al 21,54% a seguito della delibera all'aumento di capitale sociale sottoscritto esclusivamente da un socio[39].

I dati sono espressi in € (euro)
| Anno | Capitale sociale | Tot. azioni | V. N. | Utile     | Tot. dividendi       |
| ---- | ---------------- | ----------- | ----- | --------- | -------------------- |
| 2011 | 3.848.610        | 256.574     | 15    | 1.309.059 | circa 256 (migliaia) |
| 2010 | 3.630.585        | 242.039     | 15    | 1.388.598 | 182 (migliaia)       |
| 2009 | 3.630.585        | 242.039     | 15    | 1.285.348 | 298 (migliaia)       |
| 2008 | 3.900.645        | 260.043     | 15    | 1.112.253 | -                    |
| 2007 | 3.887.745        | 259.183     | 15    | 825.049   | -                    |
| 2006 | 3.887.745        | 259.183     | 15    | 2.319.345 | -                    |

### Espansione linguistica
| Data             | Lingua                                         | |
| ---------------- | ---------------------------------------------- | --- |
| 1º gennaio 1993  | francese, inglese, italiano, spagnolo, tedesco | Euronews inizia le sue trasmissioni in 5 lingue. |
| 1999             | portoghese                                     | Sesta lingua introdotta |
| 2001             | russo                                          | Con questa lingua, il canale risponde alla sua espansione ad est. |
| 12 luglio 2008   | arabo                                          | Presente sin dalla nascita del canale, l'arabo fino a questa data era apparso solo in video accompagnando le altre lingue nelle sigle. Da questo momento è regolarmente usato nell'audiodiffusione dei programmi. |
| 30 gennaio 2010  | turco                                          | Nona lingua introdotta. |
| 27 ottobre 2010  | persiano                                       | Il canale trasmette in 10 lingue. |
| 18 dicembre 2012 | greco                                          | Con il lancio della dodicesima lingua, Euronews apre la prima redazione locale, Euronews Grecia per l'appunto, nella quale i giornalisti producono i contenuti del canale e ha sede ad Atene. Sul sito web il greco era già selezionabile il giorno prima del lancio dell'audio. |
| 30 maggio 2013   | ungherese                                      | Apertura del tredicesimo servizio linguistico di Euronews. Con il lancio di questa lingua, il canale apre altresì, la seconda redazione locale di Euronews, si tratta di Euronews Ungheria e ha sede a Budapest. In Ungheria, Euronews è visibile gratuitamente in DTT. Alle ore 11 è stato lanciato l'audio in TV, mentre, il sito web era disponibile in questa lingua già dal giorno prima a partire dalla stessa ora. |

I programmi di Euronews sono disponibili a livello locale, tramite alcune televisioni pubbliche, anche in romeno, albanese, serbo e lituano.

### Quartier generale
Dalla sua nascita fino al 2015, il quartier generale di Euronews ha avuto sede ad Écully, un comune della Metropoli di Lione.
Il 12 novembre 2012 ne La Confluence, quartiere di Lione in fase di rinnovamento urbano che si trova nel cuore del capoluogo del Rodano-Alpi, è stata posata la prima pietra della nuova sede dell'emittente che è stata inaugurata il 15 ottobre 2015. L'edificio, molto moderno, è stato progettato da Dominique Jakob e Brendan MacFarlane, ed è di colore verde chiaro con due vuoti sferici sulla facciata. Di questo edificio, Euronews ne è comproprietaria per il 35% insieme a Voies Navigables de France (Ente pubblico francese che gestisce i corsi d'acqua navigabili) che ne detiene il 40% e Caisse des Dépôts (Banca di Sviluppo francese) che ne detiene il restante 25%. Il nuovo edificio si estende su una superficie di 10.000 m² a fronte dei 4.500 m² della vecchia sede a Écully.
Dopo l'acquisto da parte di Sawiris, Euronews si dota di un consiglio di sorveglianza che vigili sulla linea editoriale; primo presidente è Paolo Garimberti, ex presidente Rai.

### Formato e diffusione
Tra il 1996 e il 1997 le trasmissioni sono passate dall'analogico al digitale su Hotbird.
Dall'11 gennaio 2011 il canale trasmette nel formato 16:9, abbandonando così il formato 4:3. È anche disponibile in alta definizione solo su tivùsat e solo in inglese.
L'audio è ancora monofonico.

### Euronews Radio

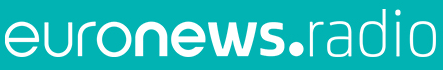
Logo di Euronews radio

Euronews Radio è il servizio radiofonico di Euronews attivo tutta la giornata.

## Loghi

1º gennaio 1993 - 8 febbraio 1996
8 febbraio 1996 - 8 febbraio 1997[senza fonte]
8 febbraio 1997 - 26 ottobre 1998
26 ottobre 1998 - 4 giugno 2008
4 giugno 2008 - 17 maggio 2016
17 maggio 2016 - 30 gennaio 2023
In uso dal 30 gennaio 2023